# Jeong Yu-sun
Jeong Yu-sun (koreanisch 정유선; * 19. Dezember 1997) ist eine südkoreanische Leichtathletin, die sich auf das Kugelstoßen spezialisiert hat. 2023 wurde sie in dieser Disziplin Hallenasienmeisterin.

## Sportliche Laufbahn
Erste internationale Erfahrungen sammelte Jeong Yu-sun im Jahr 2013, als sie bei den Jugendweltmeisterschaften in Donezk mit 14,49 m in der Qualifikationsrunde im Kugelstoßen ausschied. Anschließend gewann sie bei den Jugendasienspielen in Nanjing mit 15,26 m die Silbermedaille mit der leichteren 3-kg-Kugel. Im Jahr darauf belegte sie bei den Olympischen Jugendspielen ebendort mit 16,03 m den fünften Platz. 2016 schied sie bei den U20-Weltmeisterschaften in Bydgoszcz mit 14,34 m in der Vorrunde aus und 2023 siegte sie nach vielen wenig erfolgreichen Jahren mit 16,98 m bei den Hallenasienmeisterschaften in Astana. Im Juli belegte sie dann bei den Freiluftmeisterschaften in Bangkok mit 16,89 m den vierten Platz, ehe sie bei den Weltmeisterschaften in Budapest mit 15,56 m in der Qualifikationsrunde aus. Ende September gelangte sie bei den Asienspielen in Hangzhou mit 16,00 m auf Rang sieben. 2025 belegte sie bei den Asienmeisterschaften in Gumi mit 16,27 m den fünften Platz.
In den Jahren 2019 und 2021 sowie 2023 und 2024 wurde Jeong südkoreanische Meisterin im Kugelstoßen.